# Heat (album)
Heat is het tweede album van de Belgische band Leyers, Michiels & Soulsister.

## Tracklist
1. (Through) Before We Started
2. Facing Love (Live)
3. Wishing
4. Lifetime
5. Company
6. Sweet Dreamer
7. Shade Of Grey
8. Fallen Angel
9. Shattered
10. Well Well Well
11. She's Gone
12. Call It Love

## Meewerkende muzikanten
- Beverly Jo Scott (achtergrondzang)
- Eddie Conard (percussie)
- Eric Melaerts (gitaar)
- Evert Verhees (basgitaar)
- Hervé Martens (keyboards, klavier)
- Ingrid Simons (achtergrondzang)
- Jan Cuyvers (drums)
- Jan Leyers (gitaar, zang)
- Jel Jongen (trombone)
- Jody Pijper (achtergrondzang)
- Johan Vandendriessche (baritonsaxofoon, fluit)
- Marc Rosso (basgitaar)
- Paul Michiels (keyboards, zang)
- Philip Kolb (saxofoon)
- Ruud Breuls (trompet)
- Steve Ferrone (drums)
- Steve Winwood (hammondorgel)
- Werner Pensaert (keyboards)
- Wim Both (trompet)